# Marathon de New York 2008
Navigation
Édition précédente Édition suivante
Le Marathon de New York de 2008 est la 39e édition du Marathon de New York aux États-Unis qui a eu lieu le dimanche 2 novembre 2008. C'est le cinquième et dernier des World Marathon Majors à avoir lieu en 2008. Le Brésilien Marilson dos Santos remporte la course masculine avec un temps de 2 h 8 min 43 s. La Britannique Paula Radcliffe s'impose chez les femmes en 2 h 23 min 56 s, signant son troisième succès dans cette épreuve après 2004 et 2007.

## Résultats

### Hommes
| Rang | Athlète                | Nationalité | Temps           |
| ---- | ---------------------- | ----------- | --------------- |
|      | Marilson dos Santos    | Brésil      | 2 h 08 min 43 s |
|      | Abderrahim Goumri      | Maroc       | 2 h 09 min 07 s |
|      | Daniel Rono            | Kenya       | 2 h 11 min 22 s |
| 4    | Paul Tergat            | Kenya       | 2 h 13 min 10 s |
| 5    | Abderrahime Bouramdane | Maroc       | 2 h 13 min 33 s |
| 6    | Abdi Abdirahman        | États-Unis  | 2 h 14 min 17 s |
| 7    | Josh Rohatinsky        | États-Unis  | 2 h 14 min 23 s |
| 8    | Jason Lehmkuhle        | États-Unis  | 2 h 14 min 30 s |
| 9    | Hosea Rotich           | Kenya       | 2 h 15 min 25 s |
| 10   | Bolota Asmerom         | États-Unis  | 2 h 16 min 37 s |

### Femmes
| Rang | Athlète           | Nationalité | Temps           |
| ---- | ----------------- | ----------- | --------------- |
|      | Paula Radcliffe   | Royaume-Uni | 2 h 23 min 56 s |
|      | Lyudmila Petrova  | Russie      | 2 h 25 min 43 s |
|      | Kara Goucher      | États-Unis  | 2 h 25 min 53 s |
| 4    | Rita Jeptoo       | Kenya       | 2 h 27 min 49 s |
| 5    | Catherine Ndereba | Kenya       | 2 h 29 min 14 s |
| 6    | Gete Wami         | Éthiopie    | 2 h 29 min 25 s |
| 7    | Dire Tune         | Éthiopie    | 2 h 29 min 28 s |
| 8    | Lidia Simon       | Roumanie    | 2 h 30 min 04 s |
| 9    | Lyubov Morgunova  | Russie      | 2 h 30 min 38 s |
| 10   | Katie McGregor    | États-Unis  | 2 h 31 min 14 s |

### Fauteuils roulants (hommes)
| Rang | Athlète | Nationalité | Temps |
| ---- | ------- | ----------- | ----- |
|      |         |             |       |
|      |         |             |       |
|      |         |             |       |

### Fauteuils roulants (femmes)
| Rang | Athlète | Nationalité | Temps |
| ---- | ------- | ----------- | ----- |
|      |         |             |       |
|      |         |             |       |
|      |         |             |       |